# Aythami Álvarez
Aythami Jesús Álvarez González (ur. 27 sierpnia 1988 w Las Palmas de Gran Canaria) – hiszpański piłkarz występujący na pozycji obrońcy w SD Huesca.

## Statystyki klubowe
| Sezon   | Klub          | Kraj      | Liga               | Mecze | Bramki |
| ------- | ------------- | --------- | ------------------ | ----- | ------ |
| 2008/09 | Las Palmas B  | Hiszpania | Segunda División B | 15    | 1      |
| 2009/10 | Las Palmas B  | Hiszpania | Tercera División   | -     | -      |
| 2010/11 | UD Las Palmas | Hiszpania | Segunda División   | 33    | 1      |
| 2011/12 | UD Las Palmas | Hiszpania | Segunda División   | 0     | 0      |
| 2012/13 | UD Las Palmas | Hiszpania | Segunda División   | 1     | 0      |
| 2013/14 | UD Las Palmas | Hiszpania | Segunda División   | 4     | 0      |
| 2014/15 | SD Huesca     | Hiszpania | Segunda División B | 29    | 0      |
| 2015/16 | SD Huesca     | Hiszpania | Segunda División   | 11    | 0      |

Stan na: 27 stycznia 2016 r.